# Kościół Wniebowzięcia Maryi Panny w Novým Borze
Kościół Wniebowzięcia Maryi Panny (cz. Kostel Nanebevzetí Panny Marie) – rzymskokatolicka świątynia parafialna znajdująca się w czeskim mieście Nový Bor, w kraju libereckim.

## Opis
Kościół został wzniesiony w latach 1786-1788 przez Johanna Wenzela Koscha na miejscu drewnianej kaplicy zniszczonej przez wichurę. Świątynię konsekrowano 15 sierpnia 1792. Jest to późnobarokowa świątynia o układzie centralnym, z 60-metrową wieżą. W skład wyposażenia kościoła wchodzi dzwon z 1607 oraz organy przeniesione z kościoła św. Karola Boromeusza w Pradze.
W 1958 roku budynek został wpisany do rejestru zabytków.

## Galeria

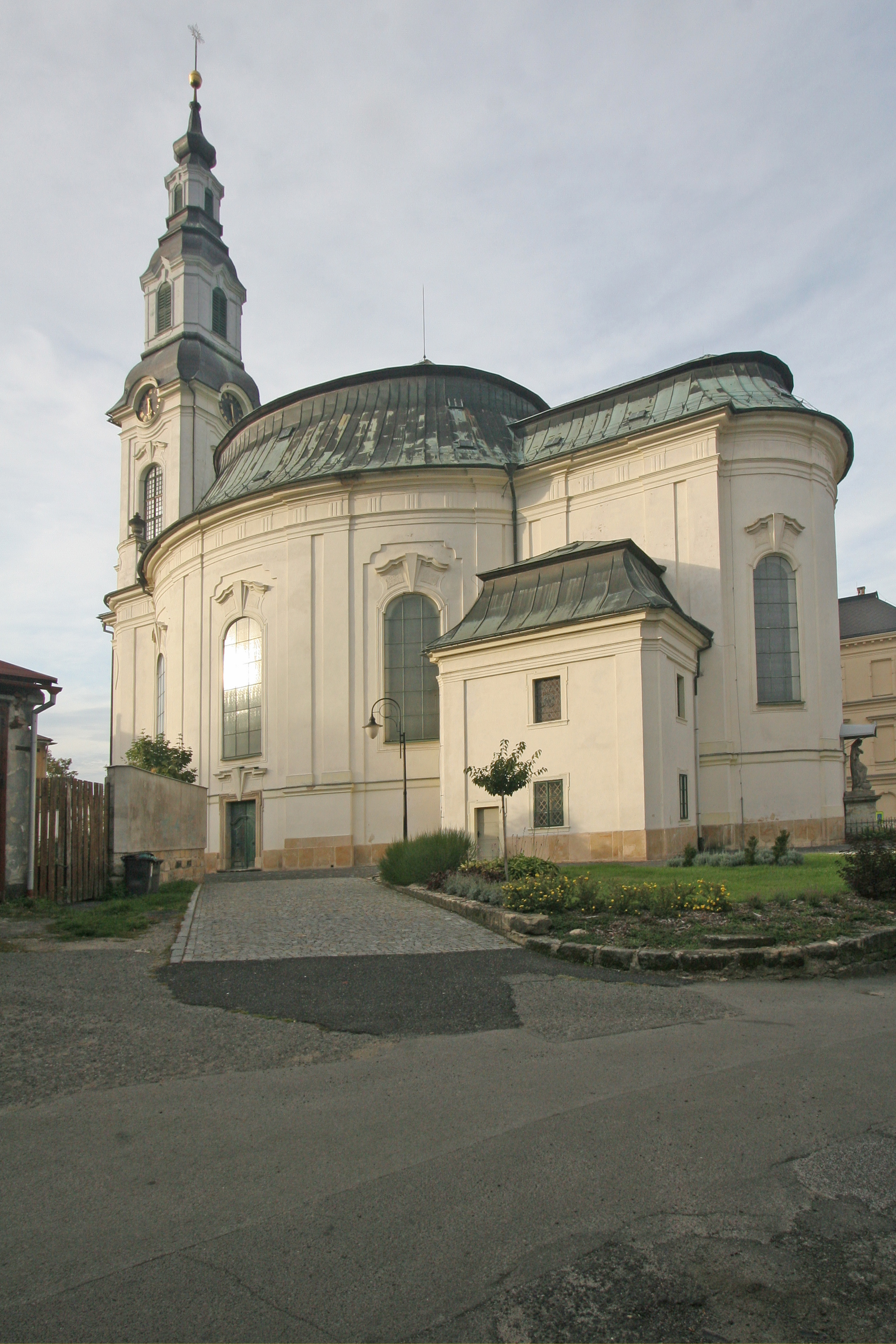
Widok z południowego wschodu
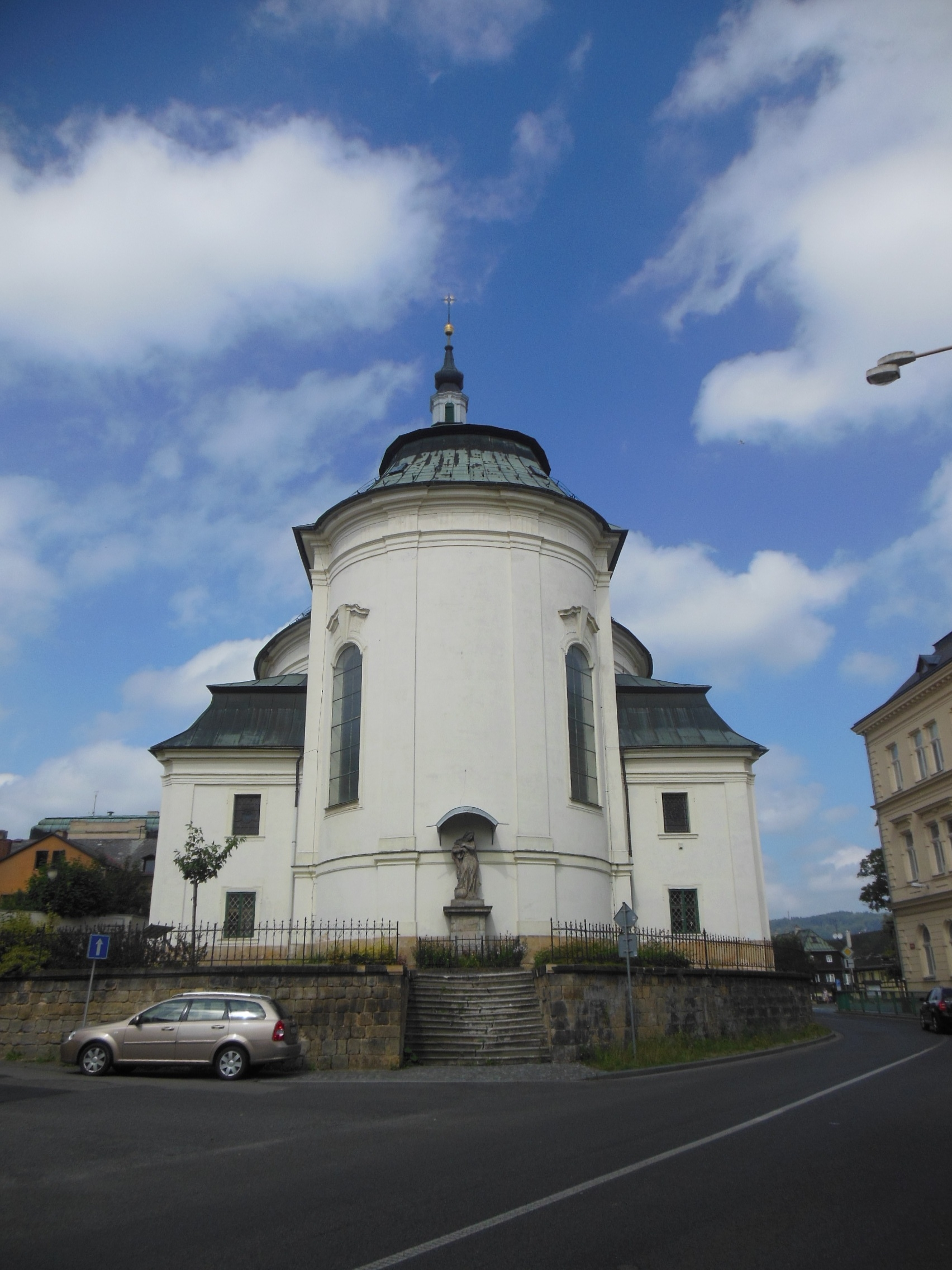
Widok od strony prezbiterium
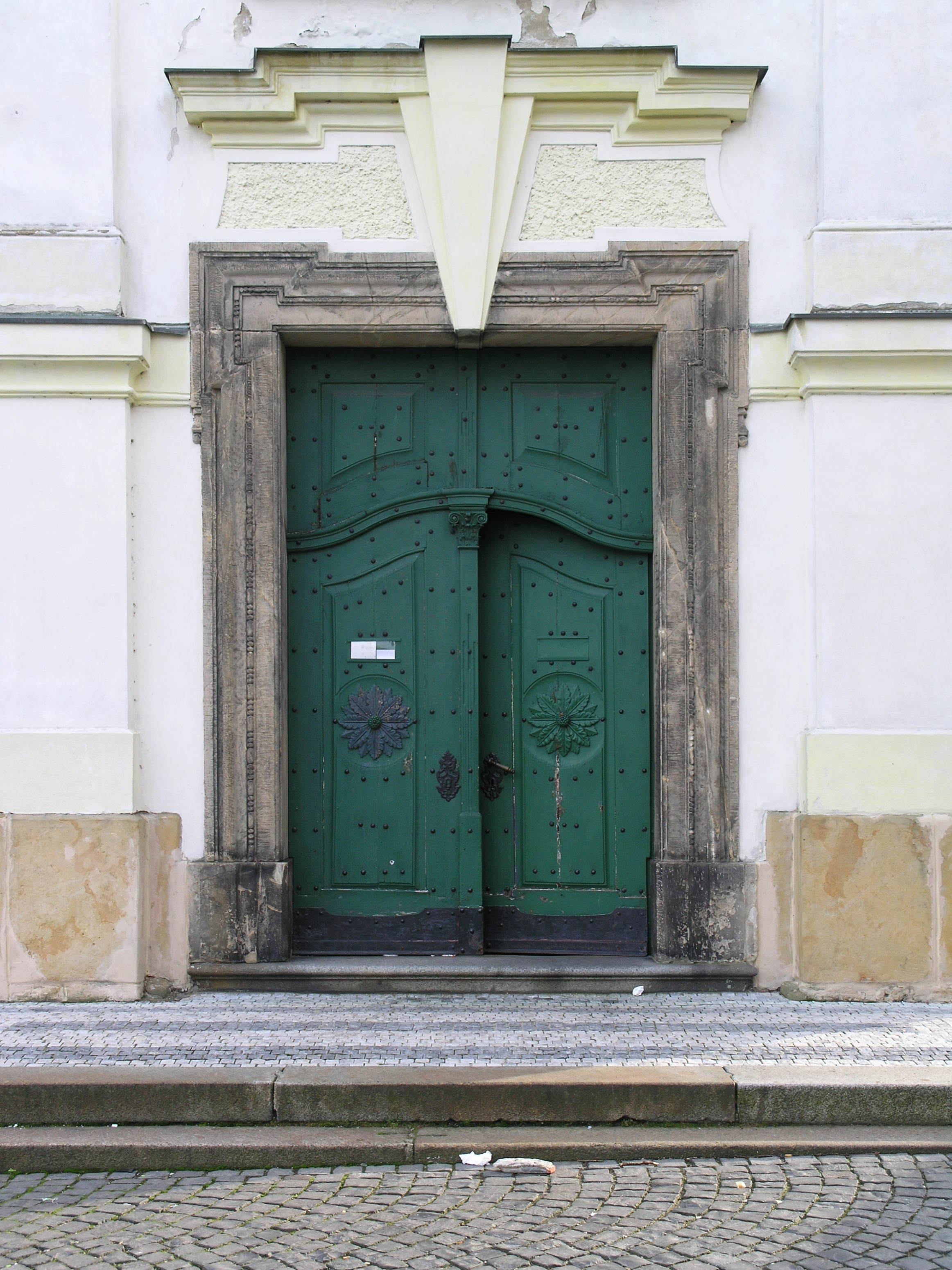
Wejście główne
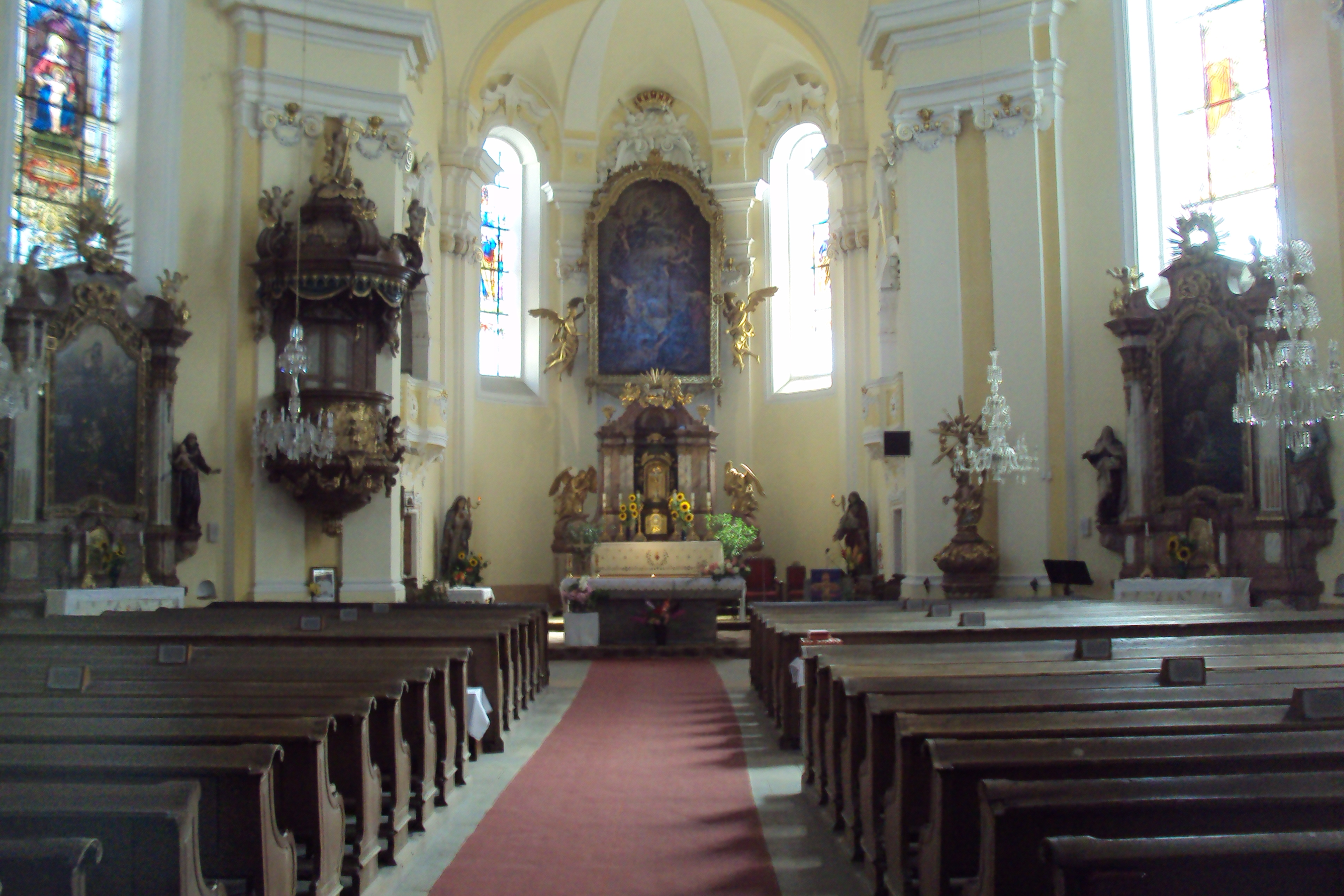
Wnętrze kościoła
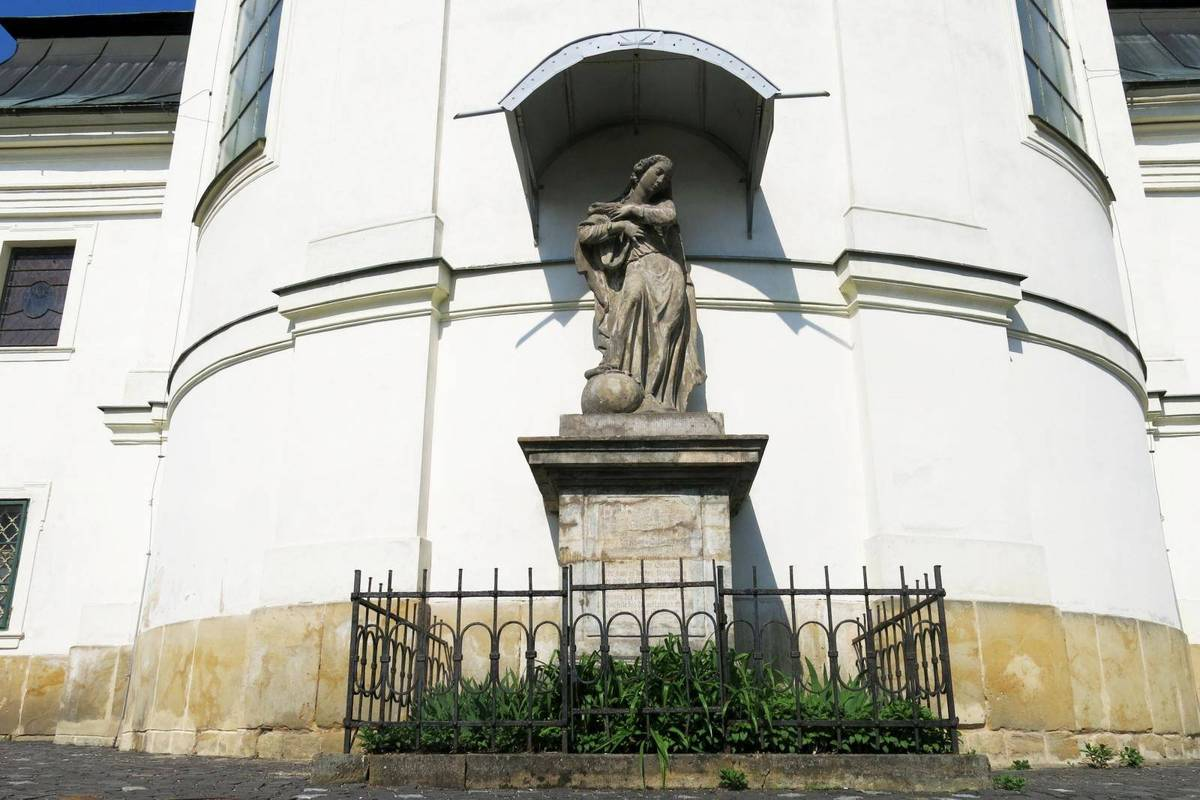
Figura Maryi Panny